# Baren Xiang, Kargilik
Baren Xiang (kinesiska: 巴仁乡, 巴仁) är en socken i Kina. Den ligger i den autonoma regionen Xinjiang, i den nordvästra delen av landet, omkring 1 100 kilometer sydväst om regionhuvudstaden Ürümqi.
Genomsnittlig årsnederbörd är 100 millimeter. Den regnigaste månaden är november, med i genomsnitt 20 mm nederbörd, och den torraste är april, med 2 mm nederbörd.